# Верхньоудинський повіт
Верхньоудинський повіт (рос. Верхнеудинский уезд) — адміністративно-територіальна одиниця в Іркутській губернії (до 1851 року) і Забайкальської області Російської імперії. Адміністративний центр — місто Верхньоудинськ (сучасний Улан-Уде).

## Історія
У 1783 році утворено Удинський повіт (пізніше Верхньоудинський округ) Іркутській губернії. З утворенням в 1851 році Забайкальської області Верхньоудинський і Нерчинський округи увійшли до її складу. У 1870 році з Верхньоудинського округу виділені Баргузинський і Селенгінський округи, в 1872 році — Троїцькосавський округ.
У 1901 році Верхньоудинський округ перетворений в Верхньоудинський повіт. У 1923 році Верхньоудинський повіт увійшов до складу новоствореної Бурят-Монгольської АРСР. У жовтні 1927 року Верхньоудинський повіт перейменовано в Верхньоудинський район. 1 жовтня 1933 року Верхньоудинський район перейменований в Тарбагатайський район.